# جيروم ثيسون
جيروم ثيسون (بالألمانية: Jérôme Thiesson) (مواليد 6 أغسطس 1987) هو لاعب كرة قدم سويسري ، يجيد اللعب في مركز ظهير أيمن ، ويلعب أيضًا كظهير أيسر ولاعب وسط ، ويلعب حاليًا لنادي لوتسيرن السويسري.

## روابط خارجية
- جيروم ثيسون على موقع الدوري الأمريكي (الإنجليزية)
- جيروم ثيسون على موقع قاعدة بيانات كرة القدم.إي يو (الإنجليزية)
- جيروم ثيسون على موقع Soccerway.com (الإنجليزية)
- جيروم ثيسون على موقع عالم كرة القدم.نت (الإنجليزية)

- Jérôme Thiesson